# 浮游生物悖論

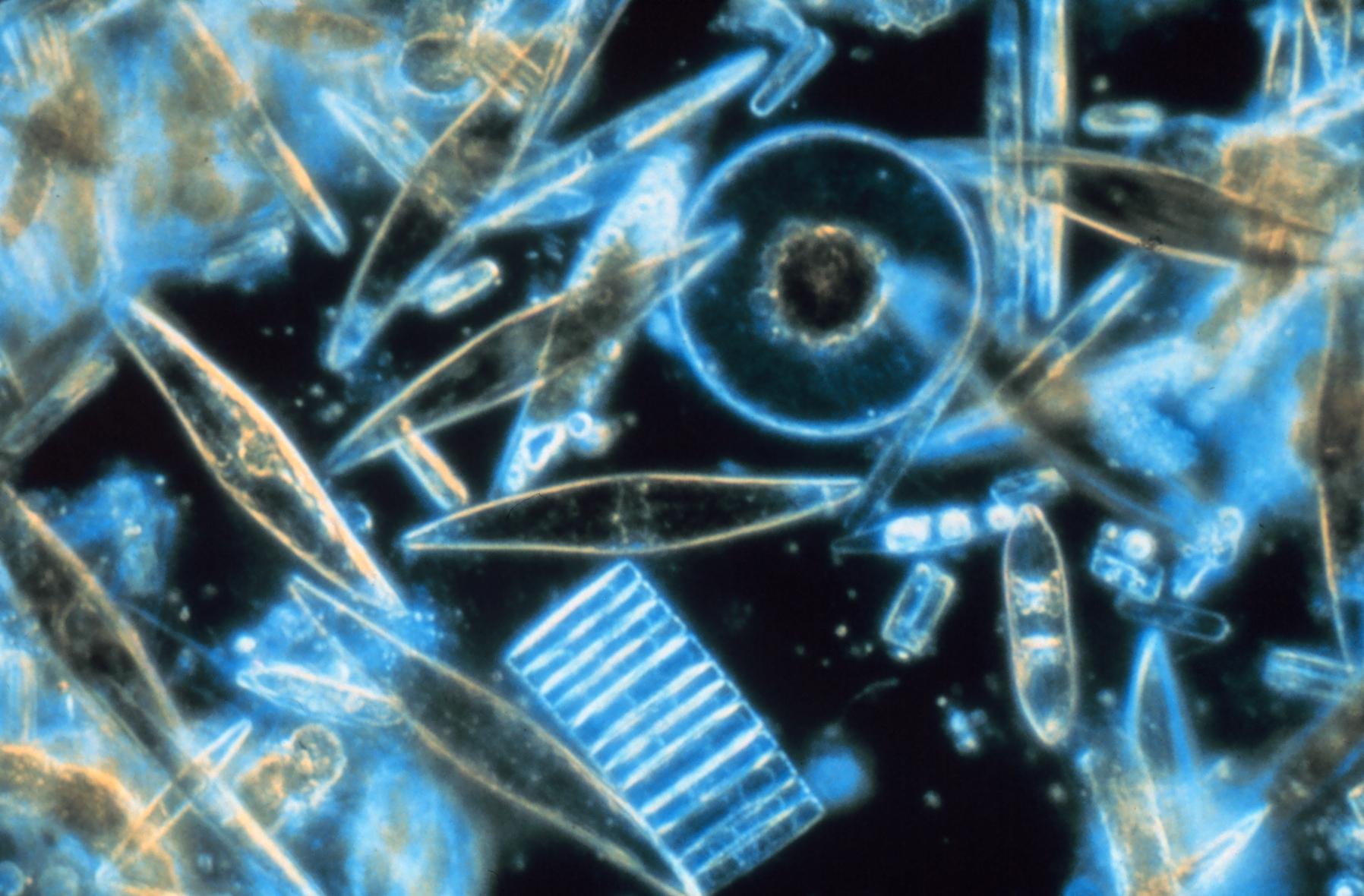
海洋矽藻屬於浮游生物，似乎无视了竞争排除原则。

在水生生物学中，浮游生物悖论（英語：paradox of the plankton）描述的是有限的资源卻意外地支持了大量浮游生物物种的情况，這显然挑戰了竞争排除原则，即两个物种竞争相同的资源时，有一个會佔劣勢而灭绝。

## 生态悖论
浮游生物悖论源于观察到的浮游生物多样性与竞争排除原则（也称为高斯定律）之间的矛盾，後者認為，当两个物种竞争相同的资源时，最终只有一个物种能夠存續，而另一個会灭绝。这样的两个物种之间是不可能共存的，因为占主导地位的物种将不可避免地耗尽共同的资源，从而壓制劣势种。尽管浮游植物相互竞争的资源種類（例如光、硝酸盐、磷酸盐、硅酸、铁）有限，但它们的生命在所有系统发生学水平上都是高度多样的。
浮游生物悖论最初由乔治·伊夫林·哈钦森于1961年指出，他提出藉助光或湍流的垂直梯度、共生或偏利共生、差异捕食，或者环境条件不断变化等因素，可以解決这一悖论。近來的文獻提出，考慮以下這些因素可以解决該悖论：混沌流体运动、尺度选择性进食（size-selective grazing）、时空异质性和环境波动。 更一般地说，一些研究人员认为，生态和环境因素不断相互作用，使得浮游生物的棲息地永远不会达到有利于单一物种的平衡。在Mitchell等人（2008）的論文中，研究人员发现，對浮游生物分布的小规模分析結果呈現出斑块聚集的特徵，数量级为10 cm，它們存在的時間足夠長（>10分钟），允許浮游生物進食、竞争和傳播。